# Joel Santana
Joel Santana (født 25. december 1948) er en tidligere brasiliansk fodboldspiller og træner.